# Jay Dasilva
Jay Rhys Dasilva (Luton, 22 aprile 1998) è un calciatore gallese, difensore del Coventry City.

## Caratteristiche tecniche
È un terzino sinistro.

## Carriera

### Club
È cresciuto nel settore giovanile del Chelsea, con cui vince la UEFA Youth League nel 2014-2015 e nel 2015-2016.
Il 30 dicembre 2016 viene ceduto in prestito al Charlton per maturare esperienza fra i professionisti. Fa il suo esordio il 14 gennaio disputando l'incontro di Football League One pareggiato 0-0 contro il Millwall.
Al termine della stagione fa rientro al Chelsea con cui rinnova il contratto fino al 2021 per poi tornare in prestito annuale al Charlton.
Al termine della stagione viene nominato giocatore dell'anno dai tifosi del club, dopo aver collezionato 40 presenze nel corso della stagione.
Rientrato alla base, il 9 agosto 2018 passa in prestito al Bristol City, militante in Football League Championship.
Il 26 giugno 2019 viene riscattato dal Bristol.
Il 19 maggio 2023 viene annunciato che non avrebbe rinnovato il proprio contratto, in scadenza a Giugno, con il Bristol.
Il 30 maggio 2023 firma un contratto quadriennale col Coventry City.

### Nazionale
Dopo avere rappresentato le selezioni giovanili inglesi, nel 2023 decide di rappresentare il Galles, nazionale delle sue origini, da cui viene convocato per la prima volta nel novembre dello stesso anno.
Il 5 giugno 2024 esordisce con i gallesi nell'amichevole pareggiata contro Gibilterra (0-0).

## Statistiche

### Presenze e reti nei club
Statistiche aggiornate all'11 novembre 2023.
| Stagione            | Squadra             | Campionato          | Campionato | Campionato | Coppe nazionali | Coppe nazionali | Coppe nazionali | Coppe continentali | Coppe continentali | Coppe continentali | Altre coppe | Altre coppe | Altre coppe | Totale | Totale | Totale |
| Stagione            | Squadra             | Comp                | Pres       | Reti       | Comp            | Pres            | Reti            | Comp               | Pres               | Reti               | Comp        | Pres        | Reti        | Pres   | Reti   |        |
| ------------------- | ------------------- | ------------------- | ---------- | ---------- | --------------- | --------------- | --------------- | ------------------ | ------------------ | ------------------ | ----------- | ----------- | ----------- | ------ | ------ | ------ |
| 2016-2017           | Charlton            | FL1                 | 10         | 0          | FACup+CdL       | 0               | 0               | -                  | -                  | -                  | FLT         | 0           | 0           | 10     | 0      |        |
| 2017-2018           | Charlton            | FL1                 | 40         | 0          | FACup+CdL       | 2+1             | 0               | -                  | -                  | -                  | FLT         | 1           | 0           | 44     | 0      |        |
| Totale Charlton     | Totale Charlton     | Totale Charlton     | 50         | 0          |                 | 4               | 0               |                    | -                  | -                  |             | -           | -           | 54     | 0      |        |
| 2018-2019           | Bristol City        | FLC                 | 28         | 0          | FACup+CdL       | 3+1             | 0               |                    | -                  | -                  |             | -           | -           | 32     | 0      |        |
| 2019-2020           | Bristol City        | FLC                 | 24         | 0          | FACup+CdL       | 1+0             | 0               |                    | -                  | -                  |             | -           | -           | 25     | 0      |        |
| 2020-2021           | Bristol City        | FLC                 | 11         | 1          | FACup+CdL       | 0+1             | 0               |                    | -                  | -                  |             | -           | -           | 12     | 1      |        |
| 2021-2022           | Bristol City        | FLC                 | 36         | 1          | FACup+CdL       | 1+0             | 0               |                    | -                  | -                  |             | -           | -           | 37     | 1      |        |
| 2022-2023           | Bristol City        | FLC                 | 34         | 0          | FACup+CdL       | 3+1             | 0               |                    | -                  | -                  |             | -           | -           | 38     | 0      |        |
| Totale Bristol City | Totale Bristol City | Totale Bristol City | 133        | 2          |                 | 11              | 0               |                    | -                  | -                  |             | -           | -           | 144    | 2      |        |
| 2023-2024           | Coventry City       | FLC                 | 15         | 0          | FACup+CdL       | 0               | 0               |                    | -                  | -                  |             | -           | -           | 15     | 0      |        |
| Totale carriera     | Totale carriera     | Totale carriera     | 198        | 2          |                 | 15              | 0               |                    | -                  | -                  |             | 0           | 0           | 213    | 2      |        |

### Cronologia presenze e reti in nazionale

#### Galles
| Cronologia completa delle presenze e delle reti in nazionale ― Galles | Cronologia completa delle presenze e delle reti in nazionale ― Galles | Cronologia completa delle presenze e delle reti in nazionale ― Galles | Cronologia completa delle presenze e delle reti in nazionale ― Galles | Cronologia completa delle presenze e delle reti in nazionale ― Galles | Cronologia completa delle presenze e delle reti in nazionale ― Galles | Cronologia completa delle presenze e delle reti in nazionale ― Galles | Cronologia completa delle presenze e delle reti in nazionale ― Galles |
| Data                                                                  | Città                                                                 | In casa                                                               | Risultato                                                             | Ospiti                                                                | Competizione                                                          | Reti                                                                  | Note                                                                  |
| --------------------------------------------------------------------- | --------------------------------------------------------------------- | --------------------------------------------------------------------- | --------------------------------------------------------------------- | --------------------------------------------------------------------- | --------------------------------------------------------------------- | --------------------------------------------------------------------- | --------------------------------------------------------------------- |
| 6-6-2024                                                              | Faro                                                                  | Gibilterra                                                            | 0 – 0                                                                 | Galles                                                                | Amichevole                                                            | -                                                                     |                                                                       |
| 9-6-2024                                                              | Trnava                                                                | Slovacchia                                                            | 4 – 0                                                                 | Galles                                                                | Amichevole                                                            | -                                                                     |                                                                       |
| 6-6-2025                                                              | Cardiff                                                               | Galles                                                                | 3 – 0                                                                 | Liechtenstein                                                         | Qual. Mondiali 2026                                                   | -                                                                     | 24’                                                                   |
| Totale                                                                |                                                                       | Presenze                                                              | 3                                                                     |                                                                       | Reti                                                                  | 0                                                                     |                                                                       |

#### Inghilterra under-21
| Cronologia completa delle presenze e delle reti in nazionale ― Inghilterra under 21 | Cronologia completa delle presenze e delle reti in nazionale ― Inghilterra under 21 | Cronologia completa delle presenze e delle reti in nazionale ― Inghilterra under 21 | Cronologia completa delle presenze e delle reti in nazionale ― Inghilterra under 21 | Cronologia completa delle presenze e delle reti in nazionale ― Inghilterra under 21 | Cronologia completa delle presenze e delle reti in nazionale ― Inghilterra under 21 | Cronologia completa delle presenze e delle reti in nazionale ― Inghilterra under 21 | Cronologia completa delle presenze e delle reti in nazionale ― Inghilterra under 21 |
| Data                                                                                | Città                                                                               | In casa                                                                             | Risultato                                                                           | Ospiti                                                                              | Competizione                                                                        | Reti                                                                                | Note                                                                                |
| ----------------------------------------------------------------------------------- | ----------------------------------------------------------------------------------- | ----------------------------------------------------------------------------------- | ----------------------------------------------------------------------------------- | ----------------------------------------------------------------------------------- | ----------------------------------------------------------------------------------- | ----------------------------------------------------------------------------------- | ----------------------------------------------------------------------------------- |
| 11-10-2018                                                                          | Chesterfield                                                                        | Inghilterra under 21                                                                | 7 – 0                                                                               | Andorra under 21                                                                    | Qual. Europeo Under-21 2019                                                         | -                                                                                   | 73’                                                                                 |
| 16-10-2018                                                                          | Edimburgo                                                                           | Scozia under 21                                                                     | 0 – 2                                                                               | Inghilterra under 21                                                                | Qual. Europeo Under-21 2019                                                         | -                                                                                   |                                                                                     |
| Totale                                                                              |                                                                                     | Presenze                                                                            | 2                                                                                   |                                                                                     | Reti                                                                                | 0                                                                                   |                                                                                     |

## Palmarès

### Club
- UEFA Youth League: 2

Chelsea: 2014-2015, 2015-2016

### Nazionale
- Campionato d'Europa Under-19: 1

Georgia 2017